# Wsiewołod Wiszniewski
Wsiewołod Witaljewicz Wiszniewski (ros. Все́волод Вита́льевич Вишне́вский, ur. 21 grudnia 1900 w Petersburgu, zm. 28 lutego 1951 w Moskwie) – rosyjski dramatopisarz i prozaik.

## Życiorys
Początkowo pracował w drukarni, uczył się w petersburskim gimnazjum, gdzie redagował gimnazjalną gazetkę. Podczas I wojny światowej ochotniczo wstąpił do Floty Bałtyckiej, 1915–1916 służył w gwardii, 1917 przystał do bolszewików, uczestniczył w rewolucji październikowej w Piotrogrodzie. Podczas wojny domowej służył w 1 Armii Konnej oraz we Flocie Bałtyckiej i Czarnomorskiej. Po wojnie podjął działalność literacką, pisał m.in. agitacyjne, monumentalne dramaty o rewolucji październikowej – w 1929 napisał sztukę Pierwsza konna (wyst. pol. 1962) będącą próbą polemiki z Armią konną Babla (na podstawie Pierwszej konnej w 1941 nakręcono film propagandowy). W 1933 napisał Tragedię optymistyczną (wyd. pol. 1949). Jest także autorem opowiadań, scenariuszy filmowych i artykułów prasowych. Brał udział w wojnie z Finlandią 1939-1940 i w wojnie z Niemcami, m.in. w obronie Leningradu. Od 1944 mieszkał w Moskwie. Był odznaczony dwoma Orderami Lenina, pięcioma innymi orderami, a także medalami. W 1941 i 1950 otrzymał Nagrodę Stalinowską. Został pochowany na Cmentarzu Nowodziewiczym.